# 卡羅加 (紐約州)
卡羅加（英語：Caroga）是一個位於美國紐約州富爾頓縣的鎮。

## 人口
根據2020年美國人口普查的數據，卡羅加的面積為140.58平方千米，當中陸地面積為131.12平方千米，而水域面積為9.46平方千米。當地共有人口1264人，而人口密度為每平方千米9人。